# Кведа Іпарі
Кведа Іпарі (груз. ქვედა იფარი) — село в Грузії.
За даними перепису населення 2014 року в селі проживає 33 особи.